# 本田緒生
本田緒生または本多緒生（ほんだ おせい、または、ほんたしょせい、1900年4月15日 - 1983年5月18日）は日本の探偵小説家、ユーモア小説家。代表作に「美の誘惑」「鮭」など。別名義にあわぢ 生（あわぢ せい）、南丘哲。本名は松原鉄次郎。

## 経歴
愛知県名古屋市出身。元の姓は北尾であったが、幼少期に松原家に養子に出される。アルセーヌ・ルパンシリーズに触発され、小説家を志した。
1922年（大正11年）、『新趣味』に「呪はれた真珠」を発表しデビュー。この時、生家の名字をもじって「木多緒生」（きた おせい）のペンネームを使ったはずが「本多」と誤植されていたため、多を田に変え「本田緒生」をペンネームとする。
また、同時期に「あわぢ生」のペンネームも使った。1926年（大正15年）から1927年（昭和2年）にかけての2年で13作を発表するなど精力的に活動していたが、1934年（昭和9年）に「波紋」を発表したのを最後に、家業の肥料問屋を継ぐため小説とは離れる。以後は、後に勤務した食糧営団の機関紙に2篇のコントを南丘哲名義で発表した他に作品はない。
1983年（昭和58年）5月18日、心臓発作のため死去。83歳。

## 選集
- 『本田緒生探偵小説選1』 論創社 論創ミステリ叢書 2014年
- 『本田緒生探偵小説選2』 論創社 論創ミステリ叢書 2014年